# Incabloc防震系統

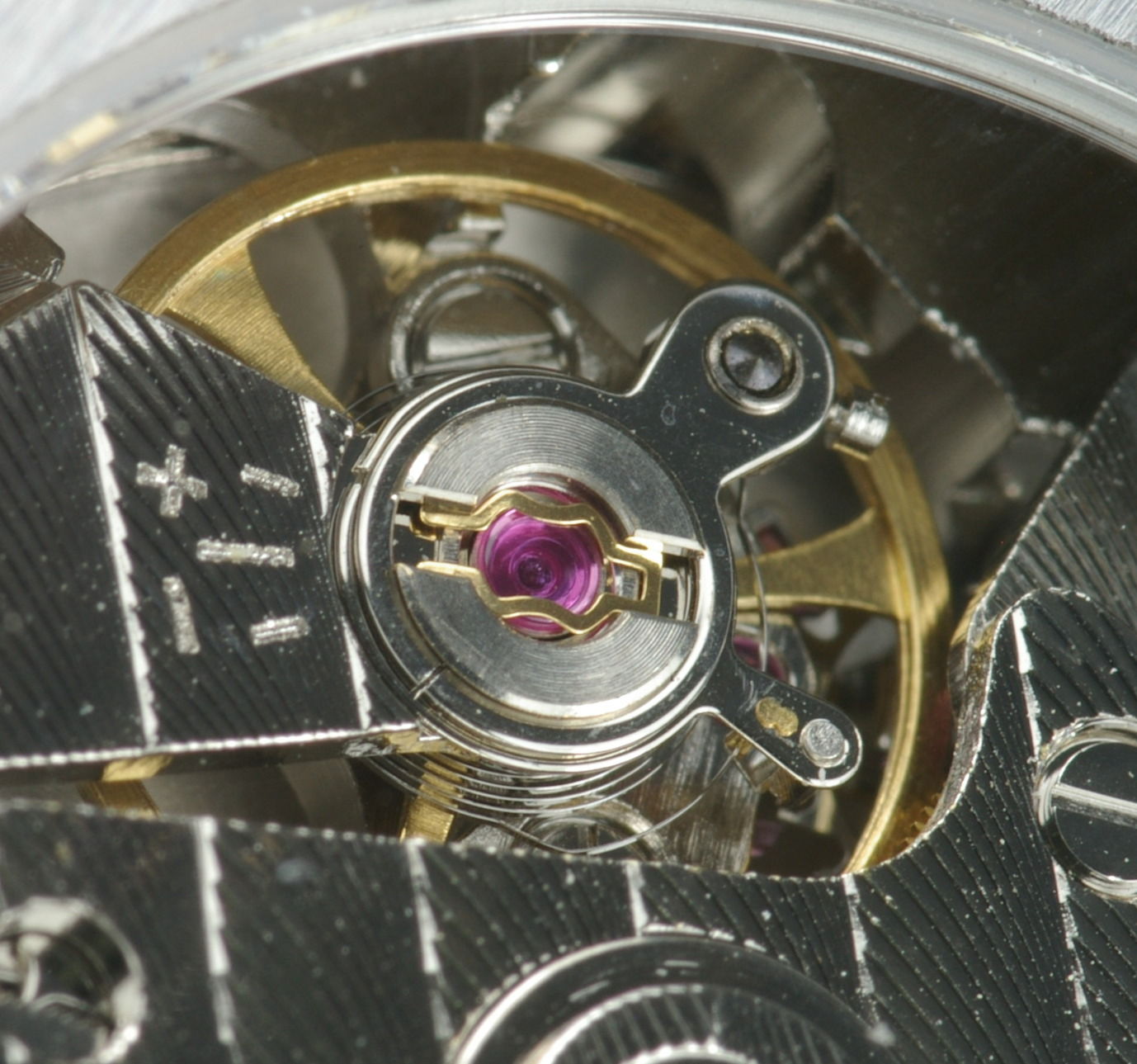
摆轮的宝石轴承，由竖琴形弹簧支撑

Incabloc防震系統是一種手錶防震系統。它是由瑞士工程师Georges Braunschweig和Fritz Marti于1934年在瑞士拉绍德封的Universal Escapements有限公司发明的。